# AK-63
Эта аббревиатура имеет другие значения (см. АК63М, автоматический выключатель)
AK-63 (также известный в Венгрии как AMM) — венгерский автомат, клон советского автомата АКМ производства компании Fegyver- és Gépgyár. Является основным автоматом вооружённых сил Венгрии. AK-63 был принят на замену автомату AMD-65: от своего предшественника отличается изменённым кожухом, более прочным цевьём и сниженной стоимостью сборки. Министерство обороны Венгерской Народной Республики предпочло в конце 1970-х годов именно AK-63 — копию советского АКМ, приняв его к концу 1977 года на вооружение Венгерской народной армии. В 1978 году была выпущена копия АКМС со складным прикладом, получившая название AK-63D (собственно оригинальный автомат получил индекс с деревянным прикладом AK-63F). В наши дни вариации AK-63F и AK-63D называются AMM и AMMS соответственно.

## Отличия
AK-63 вариантов F и D почти полностью схожи с АКМ и АКМС: главное отличие заключается в другой форме пистолетной рукоятки AK-63, схожей с AKM-63. Также цевьё AK-63 не имеет специфического утолщения, характерного для АКМ и его копий в других странах. Деревянные части отличаются яркой отделкой.

## Экспорт
Иракская армия эпохи Саддама Хусейна была первым крупным заказчиком AK-63, начав закупать автоматы с 1979 года для оснащения своих частей. Эти автоматы применялись активно в ирано-иракской войне. Стражи Исламской Революции, однако, заполучили достаточно много трофейных автоматов AK-63, как и других автоматов, которые Ирак приобретал у Китая, КНДР, Ливии и Сирии. Иракские войска использовали это оружие во время войны в Персидском заливе, а затем оно попало в руки курдских и шиитских повстанцев.
Автомат AK-63 был также основным оружием сандинистов в Никарагуа, которые воевали с ним против контрас в 1980-е годы. Значительная часть автоматов попала в руки бойцов ФНОФМ в Сальвадоре в 1984 или 1985 году. В целом в регион было поставлено не менее 11 тысяч автоматов AK-63. После окончания Холодной войны автоматы оказывались в руках военизированных организаций Сомали и Замбии, а также поставлялись вооружённым силам Хорватии во время войны в Хорватии. Есть фотосвидетельства того, что AK-63 используется Рабочей партией Курдистана и курдскими отрядами народной самообороны в Сирии и Ираке.
В 1985 году в США была поставлена партия самозарядных вариантов AK-63 для гражданского пользования. Импортом занималась компания Kassnar (Гаррисберг, штат Пенсильвания), продавая это оружие под маркой SA-85M. В 1989 году был принят запрет на импорт штурмовых винтовок и автоматов: к этому моменту были импортированы около 7 тысяч автоматов, что сделало их кандидатами на попадание в частные коллекции (цена одного такого автомата оценивалась не менее чем в 1500 долларов США). После снятия запрета было возобновлено производство варианта SA-85M, но быстро прекратилось. В настоящее время несколько компаний в США производят клоны автомата AK-63 на основе венгерских деталей и американских ствольных коробок.

## Варианты
- AK-63F (AMM в армии Венгрии) — с деревянным прикладом.
- AK-63D (AMMS в армии Венгрии) — копия АКМС со стальным складным прикладом.
- AK-63MF — AK-63D с телескопическим прикладом и планкой Пикатинни MIL-STD-1913.
- SA-85M — самозарядная гражданская версия для продажи в США, импортировалась компанией Kassnar до и после запрета.
- SA-2000S — во время запрета на импорт автоматов импортировалась эта самозарядная версия только для рынка США.

### AK-63MF
7700 экземпляров AK-63 были модернизированы и получили обозначение AK-63MF. В качестве новых деталей оружия появились планки Пикатинни, пистолетные рукоятки, подствольные гранатомёты, прицелы, фонари и т.д.
- телескопический прицел CAA CBS+ACP;
- узел газовой камеры Brügger & Thomet BT-21428;
- гранатомёт HK M320;
- коллиматорный прицел Aimpoint CompM2 (B&T BT-21741);
- коллиматорный прицел Aimpont 3×Mag (B&T BT-211115, B&T BT-211113);
- лазерный целеуказатель Insight Technology AN/PEQ-2 TPIAL;
- передняя рукоятка с сошками CAA BP;
- пистолетная рукоятка CAA AG47.

## Страны-пользователи
- Афганистан
- Хорватия — использовался во время войны в Хорватии вооружёнными силами
- Венгрия — основной автомат вооружённых сил Венгрии (в том числе Венгерской народной армии)
- Иран — трофейные, заполучены во время ирано-иракской войны
- Ирак — с 1979 года на вооружении армии Ирака
- ИГ — отобранные у вооружённых сил Ирака
- Никарагуа — использовала Сандинистская народная армия
- Зимбабве — на вооружении Парашютного полка Национальной Армии Зимбабве[2]
- Сальвадор — на вооружении Национальной гражданской полиции с 2014 года и вооружённых сил с 1992 года

## Галерея

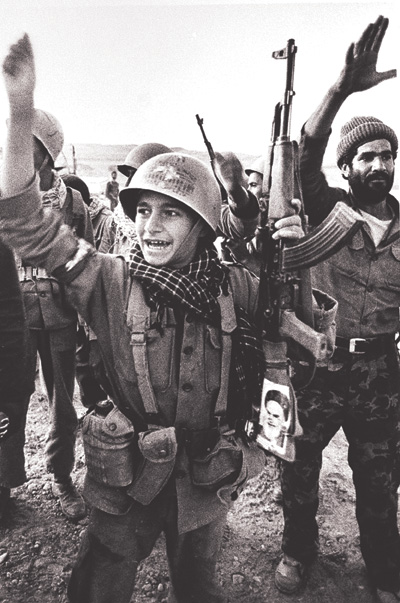
Солдат Вооружённых сил Ирана с AK-63
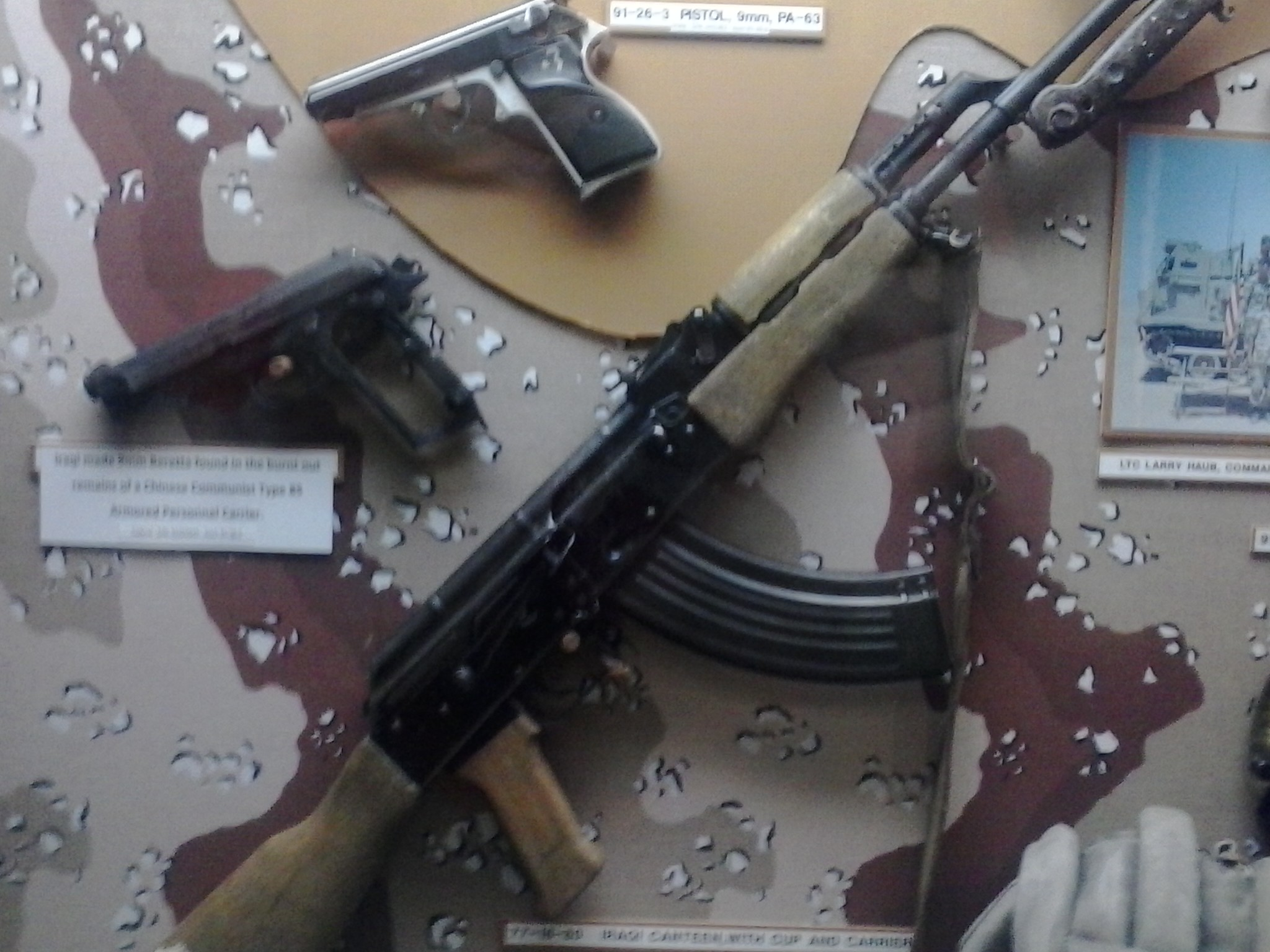
AK-63, захваченный американскими войсками во время войны в Персидском заливе, выставка 45-го пехотного музея